# Beli macesen
Beli macesen (1926) je planinska povest Juša Kozaka, v kateri se odvije zgodba Bosovega Martina, ki je bolj predan goram, planinam in naravi kot pa dolini in njenim ljudem.
Nad 1000 metri ni greha.— šaljivi ljudski rek

## O knjigi
Glavne osebe so stari Bos, Tone Bos, Martin Bos, Liza Smrekar, Revež, Balant, Katarina, Gržina. Martin Bos in Revež sta zasnovana po resničnih osebah. Martin Bos je narejen po Valentinu Slatnarju, ki se je rodil na domačiji pri Bosu in je bil v mladih letih pastir, nato pa lovski čuvaj. V ljudskem spominu je, da je menda res ustrelil divjega lovca. Revež pa je Henrik Brun, njegov vzdevek Revež izhaja iz hišnega imena. Obe osebi je Kozak v romanu spremenil. Dogajalni prostor so gore nad dolino Kamniške Bistrice, Mala in Velika planina, domačija Trata, gore Kočna, Grintovec in Skuta. Časovno zgodba ni opredeljena, dogaja se več desetletij, od Martinovih mladih let do smrti. Žanrski značaj mu dajejo motivi gora, živali, gamsov, belega macesna, neuresničene ljubezni ... Macesen je simbol nesmrtnosti, nepokvarljivosti in se v zgodbi pojavi večkrat. O njem spregovori tudi avtor sam:
Nekoč sem zagledal nad sabo macesen oziroma samo še golo drevo, ki je še vedno kljubovalo vsem viharjem in takorekoč brez življenja vendarle živelo. Ta macesen mi je postal doživetje neznane sile, ki se izraža tudi v mrtvi naravi. S tem macesnom se je družilo tudi doživljanje lepote v planinah.— Juš Kozak, 1957
Knjiga je izšla v letnem knjižnem daru založbe Vodnikova družba s prvotnim naslovom Beli mecesen, kakor je razvidno tudi na naslovnici. Kozak je v pismu tajniku družbe Pavlu Karlinu zaupal, da se mu pisanje zatika in da bo z rokopisom zamujal. Pisatelj je hitel s pisanjem, tiskarna pa s tiskom. Rokopis se ni ohranil. Ocene romana so objavili dnevnik Jutro, tednik Orjuna, revijah Dom in svet, Kritika, Ljubljanski zvon in Mladina. Bile so pozitivne, hvalile so opise Kamniških planin, slikovite narave in domačega človeka. Negativno pa so ocenile prekratko zgodbo, saj bi si tako dobro osnovana fabula zaslužila daljši razplet. Anton Ocvirk je v Mladini navedel, da bi zgodba imela več potenciala kot novela, ne pa povest. V zadnjem delu povesti se dogajanje bolj strne in zgosti kot na začetku, saj se je Kozak zavedel, da je prostorsko oziroma dolžinsko omejen. Mitja Mejak je knjigo dojel kot protest proti lažni idiliki ljudskih povesti.
Knjiga je bila ponatisnjena leta 1952 v knjigi Stezice, leta 1962 v Izbranem delu in 1982 v Zbranem delu. 1936 je bilo prevedeno v češčino, 1941 pa je na njegovi podlagi nastal operni libreto.

## Dogajanje
Martin Bos se kot najstarejši sin odseli s kmečke domačije in se zaradi tega skrega z očetom, ki ne more prenesti dejstva, da sin noče prevzeti gospodarstva. Martinovo srce pripada goram in planinam. Stari Bos je zaradi njive v sporu s Smrekarjem, ki ima hčerko Lizo, h kateri hodi Martin vasovat. Z Lizo se imata rada, vendar vesta, da se ne bosta nikoli poročila. Martin nikoli ne bi mogel živeti v dolini, Liza pa ni navajena življenja v gorah. Martin cel dan pleza po stenah nad prepadi in išče rože, ponoči pa se zateče k belemu macesnu na neki ravnini. Njegova zgodba se preplete z zgodbo krčmarja Balanta, ki mu druga žena Katarina ne vrača ljubezni, ampak samo jemlje denar. Katarini je všeč Martin, on pa se ne zmeni zanjo.
Poletje Martin in Liza preživita na Veliki planini. Liza se vrne v dolino, Martin pa ostane v gorah. Obiskuje ga Revež, ki mu pove novico, da se bo Liza poročila z Gržino. Martin to mirno sprejme, z Gržino se celo dogovori, da lahko seka v njegovem gozdu. Martin si postavi kočico na jasi globoko v gozdu. Pridružil se je gozdarjem in lovcem, ki so si za znamenje izbrali macesnovo vejo. Prvi strel sezone pripade Martinu, ki ustreli gamsa goščarja.
Gozdarjem se pridruži Katarina, da jim bo kuhala. Potrka na Martinova vrata in ga prosi, da bi živela pri njem. Čeprav bi Martin bil rad v hiši sam, se je usmili pod pogojem, da nikoli več ne gre k Balantu po denar. Liza se zdaj brez pomislekov poroči z Gržino, mu rodi sina, vendar Martina nikoli zares ne preboli.
Katarina zanosi z Martinom, vendar se zaveda, da je Martin nikoli ne bo ljubil, njegova edina ljubezen so namreč gore. Ko gre k Balantu po denar za vodni mlin, Balanta zadane kap. Katarina se ustraši, steče domov k Martinu, na poti pade in čez nekaj dni umre. Martin šele takrat ugotovi, da jo je ljubil. Povleče se vase in le redko odide v dolino.
Čez leta Martin ne strelja več na gamse, sedaj je lovski paznik. Lizin sin Jakob rad strelja gamse, kar Martinu ni všeč. Ko nekega jutra najde ustreljeno kozo pred svojimi vrati, mu prekipi, saj je živali enkrat že pomagal, ko si je zlomila nogo. Jeze mu ne uspe pogasiti, čeprav ve, da je žival ustrelil Lizin sin in je noče prizadeti. Sledi mu v gore, ga ustreli v tilnik in potisne v prepad. Ko sina ni domov, se Liza v skrbeh odpravi k Martinu. Martin ji zataji resnico in ji obljubi, da ga poišče. Ko Liza izve za Jakobovo smrt, sluti, da ga je ubil Martin in v čustveni stiski umre, preden ji prinesejo sinovo truplo. 
Martin se stara, v sanjah ga preganja slaba vest zaradi umora Lizinega sina. Tudi po spovedi more ne prenehajo, Jakob se mu še kar prikazuje. Prizna zločin, vendar ga sodnik oprosti, ker je star in ne bo več dolgo živel. Vrne se v kočo in opazuje gamse na paši. Odpravi se višje v gore čakat svojo smrt, ko jo dočaka, zagleda Katarino, Lizo, starše, Jakoba in pobite živali in se združi z njimi.

## Kritike
Fabula, v kateri spremlja avtor svojega junaka od njegove najbujnejše mladosti do njegove smrti, potrebuje epičnih širin, kakršnih se je poslužil Kozak v svoji šentpetrski epopeji, ki je zato umetniško bolj uspela. Ta zgolj zunanja omejenost bi zahtevala silne notranje strnjenosti in zgoščenosti, osredotočenosti na glavno dejanje. Ta dramatična konciznost se je Kozaku v nekaterih osrednjih prizorih posrečila, pogosto pa ga zavaja njegova ljubezen do slikanja situacij v pripovedovanje stvari, ki so z glavnim dejanjem komajda v rahli zvezi.
(Albreht, 1926)
Razmeroma droben je obseg knjige. V njej pa so nanizane močne slike, ki pojejo življenja našega človeka.
(J. T., 1926)
Kozak snovi ne zgnete v običajno fabulo, kakor si jo navadno uredi tehtajoča domišljija, ampak vzame stran življenja, kakor se je prijela in gleda vanjo v nekem prerezu, ki je najbližji njegovi notranjosti. [...] V Belem macesnu je pisatelj šel še dalje in prikazuje človeka vsega vklenjenega v njegovo naturo, ki ne živi ločena zase, ampak je nerazdružno spojena z vsem svetom. Ljudje, živali, drevje, planine, solnce, zvezde, vse je življenjska celota, v nji se človek rodi in umira, trpi in se veseli, ves neugnan, kakor mu zapoveduje njegova rast.
(Koblar, 1927)
Beli macesen je še simbolno meglen in skoraj impresivno zabrisan. Tudi krčevitost, s katero pisatelj oblikuje podobe in jih trga iz sebe, ni za dolg razvoj razveseljiva, saj je mogoče napisati samo eno tako delo.
(Koblar, 1927)
Gore so pisatelja privabljale v življenju in literaturi in z Belim macesnom je verjetno napisal doslej najboljši slovenski roman o gorah in njenih ljudeh, v katerem se epski opis prepleta z liriko do svojevrstne himnične vznesenosti.
(Mejak, 1963)
V Kozaku so dobile Kamniške Alpe in njih ljudstvo svojega pesnika. Tako pri nas še nihče ni popisal romantične gorske krajine in življenja njenih prebivalcev, svobodnega življenja, ki ga je pisatelj razgrnil pred nami z vsemi skrbmi, strastmi, solncem in sencami, ljubeznijo in sovraštvom, naturnostjo in čudaštvom. Povest ima premnogo mojstrsko podanih prizorov in opisov in pripoveduje v klenem, iskreno lepem, močnem jeziku.
(Munda, 1989)
Višek doseže povest v lepih opisih Kamniških planin. Prizor, ko se dviga Martin po naporni skalnati steni vedno više in više do belega macesna, je silovit, dasi prehladen. Planine so impresivno dobro podane, še več ognja in nians bi lepoto dvignilo. Na koncu usiha povest preveč hitro, ogrodje čudno izzveni. Je brez končnega silnega akorda. Kot novela bi bila močnejša.
(Ocvirk, 1926/27)
Obe poglavitni napaki knjige: neobjektivnost napram ustvarjenim osebam in neorganičnost zaključka dasta sklepati, da si avtor ni bil na jasnem glede zasnovanega življenja. Zdi se, kakor da se ni hotel zadovoljiti s preprosto idilo in da je stremeč po večjem in efektivnejšem, nego mu je bilo na razpolago, proizvedel delo, ki se nagiba v pretiranost in ki hoče za vsako ceno vzbuditi videz globokoumnosti.
(Vidmar, 1927)
[B]ruha včasih besede, figure, liki si slede s kinematografsko brzino, dejanja je preveč, da se mu kar gnetejo ljudje na ozkem prostoru. Potem se dejanje umiri in postane plastično. Nekateri prizori so kakor da jih je napisal Jurčič. Kmalu pa zopet zamigota nemir naše dobe. V 115 strani je zgneteno dogodkov in značajev, da bi lirični psihologarji iz njih skrojili kar po deset trilogij.
(vkč., 1926)
Domnevam, da bo naklada kmalu pošla. Juš Kozak si je s svojimi doslej obljudenimi romani priboril mesto znatnega in uglednega romanciera. Na Belem macesnu smemo čestitati i njemu i založnici.
(vkč., 1926)

## Prevod in libreto
- Češki: Bílý modřín, 1936. Prevedel Jan Karel Strakatý. (COBISS)
- Libreto: Peter Stahovčan. Beli mecesen: besedilo za ljudsko opero v treh dejanjih – šestih slikah. Ljubljana: [s. n.], 1941. (COBISS)